# Marek Żukow-Karczewski
Marek Żukow-Karczewski (ur. 6 maja 1961) – polski historyk, publicysta i działacz społeczny, specjalizujący się w dziejach Krakowa, historii architektury i zagadnieniach ochrony środowiska.

## Życiorys
Wywodzi się z rodziny szlacheckiej, sięgającej tradycjami X wieku na Rusi Kijowskiej (ros. Жуков, pol. Żukow) i XIV wieku w Polsce (Karczewski). Studiował historię na Uniwersytecie Jagiellońskim działając jednocześnie od 1980 na rzecz odnowy zabytków w Krakowie.
Jest autorem kilkuset publikacji i artykułów zamieszczanych w wydawnictwach książkowych i periodykach. Publikował m.in. w miesięczniku „Posłaniec Serca Jezusowego”, „Kalendarzu Serca Jezusowego”, kwartalniku „Kraków (magazyn kulturalny)”, miesięczniku „Aura”, tygodniku „Życie Literackie”, tygodniku „Przekrój”, w „Gazecie Krakowskiej”, „Echu Krakowa”, „Czasie Krakowskim”, miesięczniku „Eko i My: Poradnik Ekologiczny”, „Krośnieńskim Magazynie Rolniczym” oraz na portalach internetowych (Ekologia.pl, Wolne Media, My21).
Współpracował też z TVP i PR w Krakowie. Był współorganizatorem Obywatelskiego Komitetu Ratowania Krakowa, w którym w latach 1981–1994 sprawował funkcję sekretarza naukowego, organizując doroczne kwesty na cmentarzu Rakowickim i innych zabytkowych krakowskich cmentarzach. Należy m.in. (od 1991) do Międzynarodowej Federacji Dziennikarzy, Stowarzyszenia Dziennikarzy Polskich oraz (od 1990) do Polskiego Klubu Ekologicznego.

## Wybrane publikacje
- 1987: Sprawa raperswilska[11]
- 1987: Stanisław August w Petersburgu[12]
- 1987: Pojedynki w dawnej Polsce[13]
- 1987: Klejnoty i insygnia koronacyjne w dawnej Polsce. Prawdy i legendy[14]
- 1988: Wielkie pogrzeby w dawnej Polsce[15]
- 1988: Syberyjskie losy Piotra Wysockiego[16]
- 1989: Polonia zagraniczna w czasach II Rzeczypospolitej[17]
- 2012: Walka o światło. Krótka historia sztucznego oświetlenia[18]
- 2012: Największe pożary w Polsce i na świecie[19]
- 2012: Największe powodzie minionego wieku w Polsce i na świecie[20]
- 2013: Gra w kości – pierwsze spotkania z człowiekiem kopalnym[21]
- 2013: Eksperymenty i doświadczenia medyczne na zwierzętach[22]
- 2014: Łuk – oręż bogów i ludzi[23]
- 2016: Robinson na Syberii[24]